# Le Commando des tigres noirs
Cet article possède des paronymes, voir Commandos noirs et Tigre noir.
Le Commando des tigres noirs (Good Guys Wear Black) est un film américain réalisé par Ted Post, sorti en 1978.

## Synopsis
John Booker, ancien chef des "commandos des tigres noirs", une équipe d'intervention durant la guerre du Viêt Nam, cherche à comprendre pourquoi les membres de son équipe sont tués les uns après les autres, alors que le conflit est fini.

## Fiche technique
- Titre original : Good Guys Wear Black
- Titre français : Le Commando des tigres noirs
- Réalisation : Ted Post
- Directeur de la photographie : Robert Steadman (crédité Bob Steadman)
- Photographie additionnelle : divers collaborateurs, dont Sam Leavitt
- Pays d'origine : États-Unis
- Genre : action
- Durée : 95 minutes
- Date de sortie 
  - États-Unis : 2 juin 1978
  - France : 1984 (VHS).

## Distribution
- Chuck Norris (VF : Mike Marshall) : John T. Booker
- Anne Archer : Margaret
- James Franciscus (VF : Jean Roche) : Conrad Morgan
- Lloyd Haynes (VF : Sady Rebbot) : Murray Saunders
- Dana Andrews (VF : Roland Ménard) : Edgar Harolds
- Soon-Tek Oh : Mjr. Mhin Van Thieu
- Aaron Norris : Al